# Timoleone di Cossé
Timoleone di Cossé (castello di Brissac, 5 aprile 1543 – Mussidan, 28 aprile 1569) è stato un nobile e militare francese, conte di Brissac, nonché Gran panettiere, Gran falconiere di Francia, governatore di Angers e capitano del castello di Angers.

## Biografia
Egli fu nominato paggio d'onore di Carlo IX, succeduto alla corona, e nel 1560 lo fece gentiluomo di camera ordinario; gli assegnò, nel 1561, l'ufficio di colonnello generale della fanteria francese d'oltralpe. La sua prima impresa fu l'assedio di Rouen del 1562 e combatté nello stesso anno nella difesa di Parigi. Successivamente entrò nell'esercito di Lione, comandato dal duca di Nemours, dove svolse il compito di colonnello di fanteria in Piemonte. All'assedio di Lione del marzo 1563, il conte de Brissac, che invano aveva attaccato il sobborgo di Saint-Just, bloccò il nemico grazie alla sua fermezza e ingaggiò battaglia. La pace venne firmata il 13 dello stesso mese.
Carlo IX lo nominò cavaliere del suo ordine e capitano di cinquanta soldati e gli diede la carica di Gran falconiere di Francia, vacante per la morte del padre del Brissac (Carlo I di Cossé), il governo della città di Angers e del suo castello (il 25 ottobre 1561) e lo nominò primo Panettiere. Il Brissac prese parte, insieme a molti nobili, alla spedizione contro i Turchi che avevano assediato Malta nel marzo 1565. L'arrivo di queste truppe colse di sorpresa gli assedianti, che rinunciarono all'impresa, ma poco dopo, saputo che i soldati erano molto pochi, tornarono all'attacco. Brissac propose alle truppe cristiane una fulminea azione nei confronti delle navi nemiche, che, perdendo 30 000 uomini, si ritirarono definitivamente. Brissac tornò quindi in Francia.
Nel 1567 ricominciò la guerra; tutta la fanteria francese fu divisa in sei reggimenti, di cui tre erano sotto il comando del colonnello generale "al di qua delle Alpi" e tre sotto Brissac, colonnello generale d'oltralpe. Comandò i suoi tre reggimenti nella battaglia di Saint-Denis, nella battaglia di Sarry, nei pressi di Châlons, nella battaglia di Jarnac, nel 1569, e durante l'assedio di Mussidan, in Périgord, dove fu ucciso il 28 aprile 1569, a 26 anni. Lo stesso anno aveva fatto scavare il massiccio della Roche Erigné per costruire un passaggio diretto da Ponts-de-Cé a Brissac-Quincé.